# Francesco Arese
Francesco Arese (Italia, 13 de abril de 1944) fue un atleta italiano especializado en la prueba de 1500 m, en la que consiguió ser campeón europeo en 1971.

## Carrera deportiva
En el Campeonato Europeo de Atletismo de 1971 ganó la medalla de oro en los 1500 metros, corriéndolos en un tiempo de 3:38.4 segundos que fue récord de los campeonatos, llegando a meta por delante del polaco Henryk Szordykowski y del británico Brendan Foster (bronce).